# Superkavitierender Unterwasserlaufkörper

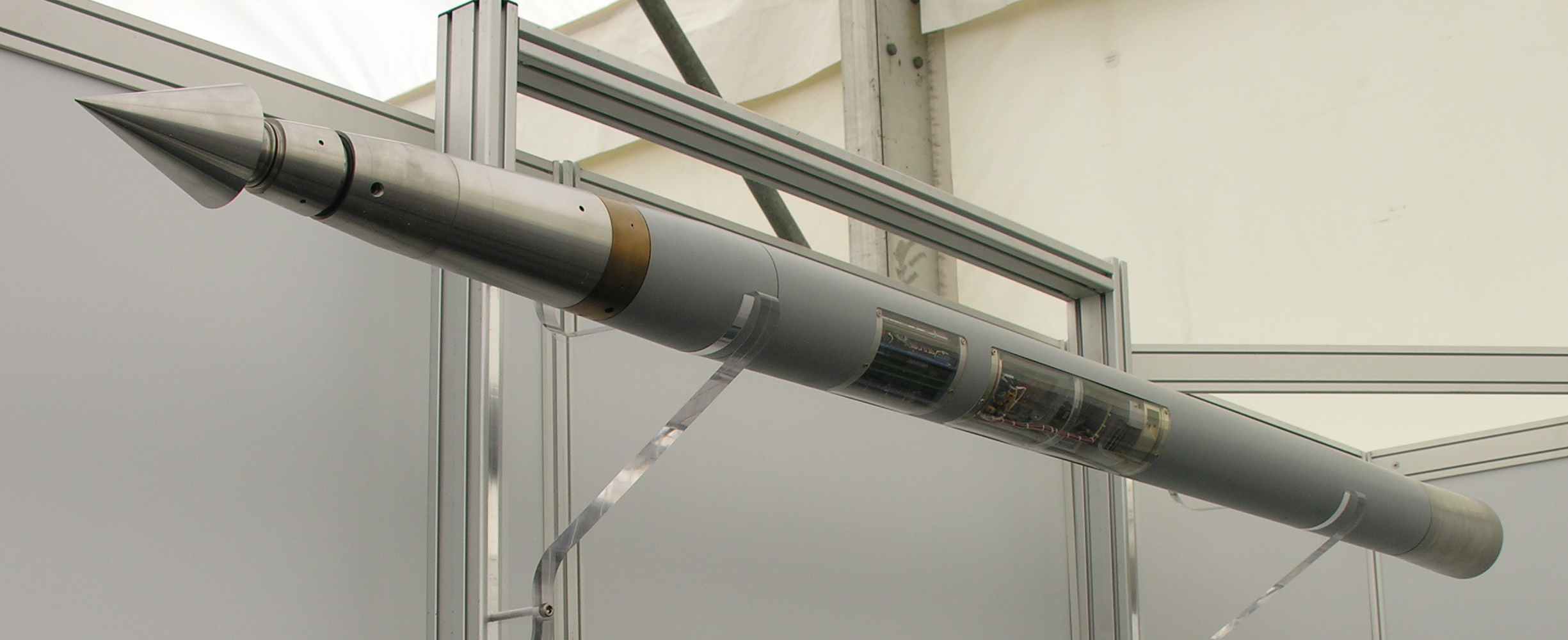
Torpille Barracuda à l’exposition TechDemo'08 en 2008.

Le Superkavitierender Unterwasserlaufkörper (littéralement « Corps de course sous-marin à supercavitation », anciennement connu sous le nom de Barracuda, est un démonstrateur allemand de technologie de torpille supercavitante à courte portée conçu par la société Diehl BGT Defence et développé en coopération avec la marine allemande. La torpille supercavitante pour une « défense rapprochée de cibles sous-marines » a été présentée au public en 2005 sous la forme d’un prototype, mais elle n’a jamais été développée et achetée.
Cette forme de torpille résout le problème de la traînée sous-marine élevée au moyen de l’effet de supercavitation,, où sous l’eau, à une vitesse d’environ 180 km/h, une cavité remplie de vapeur entoure l’objet en mouvement. Seule la pointe est en contact avec l’eau, de sorte que la résistance au frottement est considérablement réduite. La propulsion d’une telle torpille ne peut plus se faire par une hélice mais nécessite un moteur-fusée.
Pour se diriger, cette torpille dispose d’un segment de tête pivotant. Si la torpille monte ou descend, la pression de l’eau agissant sur elle change également, et la bulle de cavitation change. Lorsqu’elle s’enfonce plus profondément dans l’eau, la pression de l’eau augmente et la bulle est comprimée. Lorsque la torpille remonte, la pression chute et la bulle grossit. Afin de maintenir la bulle intacte malgré l’augmentation de la pression de l’eau, du gaz supplémentaire est pompé dans la vessie.
Selon le constructeur, la torpille atteint une vitesse de plus de 400 km/h sous l’eau et est manoeuvrable. Elle n’est pas dépendante des sous-marins pour son lancement, mais peut plonger dans l’eau depuis les airs et continuer sa trajectoire en supercavitation à partir de là.